# 天ノ崎稜奈
天ノ崎 稜奈（あまのさき いづな、11月8日 - ）は、日本の元女性声優。京都府出身。愛称は「いづにゃん」。以前はAstralBlazeに所属していた。民族ハッピー組の元メンバーで、同グループに所属した頃からは櫻野 いづ奈（さくらの いづな）の芸名を使用していた。

## 経歴・人物
2014年、京都国際マンガ・アニメフェア（略称「京まふ」）で最優秀賞を受賞し、2015年にラジオ番組メインパーソナリティを担当する。2019年、告白ドラマCD『灰川桜子があなたに１０回（＋１回）告白する罰ゲーム』（企画：高波一乱、キャラクターデザイン：六丸いなみ）において「灰川桜子」役に抜擢される。同年、美少女ゴルフコンテンツ『ゴルフガールズ』（企画：高波一乱、キャラクターデザイン：佐倉おりこ）では「スフィア・ブルークローバー」役として出演。また、2020年頃からオーディオブックのナレーターとしても活動し、新潮文庫nexや労苦体験手記「平和の礎」の朗読を担当（音声配信サービス「LisBo（リスボ）」で公開中）。「櫻野いづ奈」に芸名を改めたのち、2021年3月1日にアイドルグループ・民族ハッピー組に加入。しかし、同年6月30日をもってグループを卒業し、同年10月には所属事務所からも退所し、芸能活動を引退した。
趣味は古代史、日本舞踊、御朱印巡り、笛集め。

## 出演

### 映画
- 電車を止めるな![5]

### ライブ配信番組
- ちのえん（SHOWROOM）[6]

### オーディオブック
- マリー・アントワネットの日記 Rose（著者：吉川トリコ）[7]
- マリー・アントワネットの日記 Bleu（著者：吉川トリコ）[8]